# Francis van Bossuit
Francis van Bossuit (Brussel 1635 - Amsterdam 22 februari 1692) was een Vlaams ivoorsnijder van kabinetsculptuur wiens werk een sleutelrol speelde bij de vernieuwing van de schilderstijl in de classicistische richting.
Over Van Bossuit is, behalve zijn werk, weinig vastgelegd. Alleen de begrafenisakte en overlijdensinventaris zijn gearchiveerd. Andere informatie komt van Matthijs Pool die 35 jaar na zijn dood een catalogus van zijn werk maakte. 
Van 1645 tot 1650 leerde Van Bossuit de beeldhouwkunst in Brussel en van 1650 tot 1655 in Antwerpen. Hij vertrok halverwege de jaren 1650 naar Florence en volgde een opleiding aan de Accademia del Disegno. Hier had hij contact met Balthasar Permoser, een belangrijk Duitse beeldhouwer. Waarschijnlijk heeft de jongere Permoser aan Van Bossuits werk een voorbeeld genomen. Van Bossuit ging vermoedelijk via Modena naar Rome om het werk van zijn Italiaanse beroepsgenoten te bestuderen. Zijn bijnaam bij de Bentvueghels was Waarnemer. Hij bleef in Rome tot 1685, waarna hij met Bonaventura van Overbeek naar Holland kwam. In Amsterdam gebruikte hij een atelier van de overleden steenhouwer Jacques de Bucquoy. Van Bossuit werd populair met kleine ivoren reliëfs met vooral mythologische en bijbelse voorstellingen. Hij heeft met zijn werk replica’s van beroemde Zuid-Europese meesterwerken naar Noord-Europa gebracht. In de decennia die volgden werden veel van de ontwerpen van Van Bossuit als prent verspreid en als model gebruikt door andere kunstenaars. Dit speelde een sleutelrol bij de vernieuwing van de schilderstijl in classicistische richting.
Van Bossuit heeft tussen de 110 en 150 sculpturen vervaardigd. Er zijn er nog 60 bekend. In de catalogus van Matthijs Pool zijn er nog 46 afgebeeld die nu verloren zijn.
Jan Ebbelaer was een leerling van Francis van Bossuit.

## Galerie

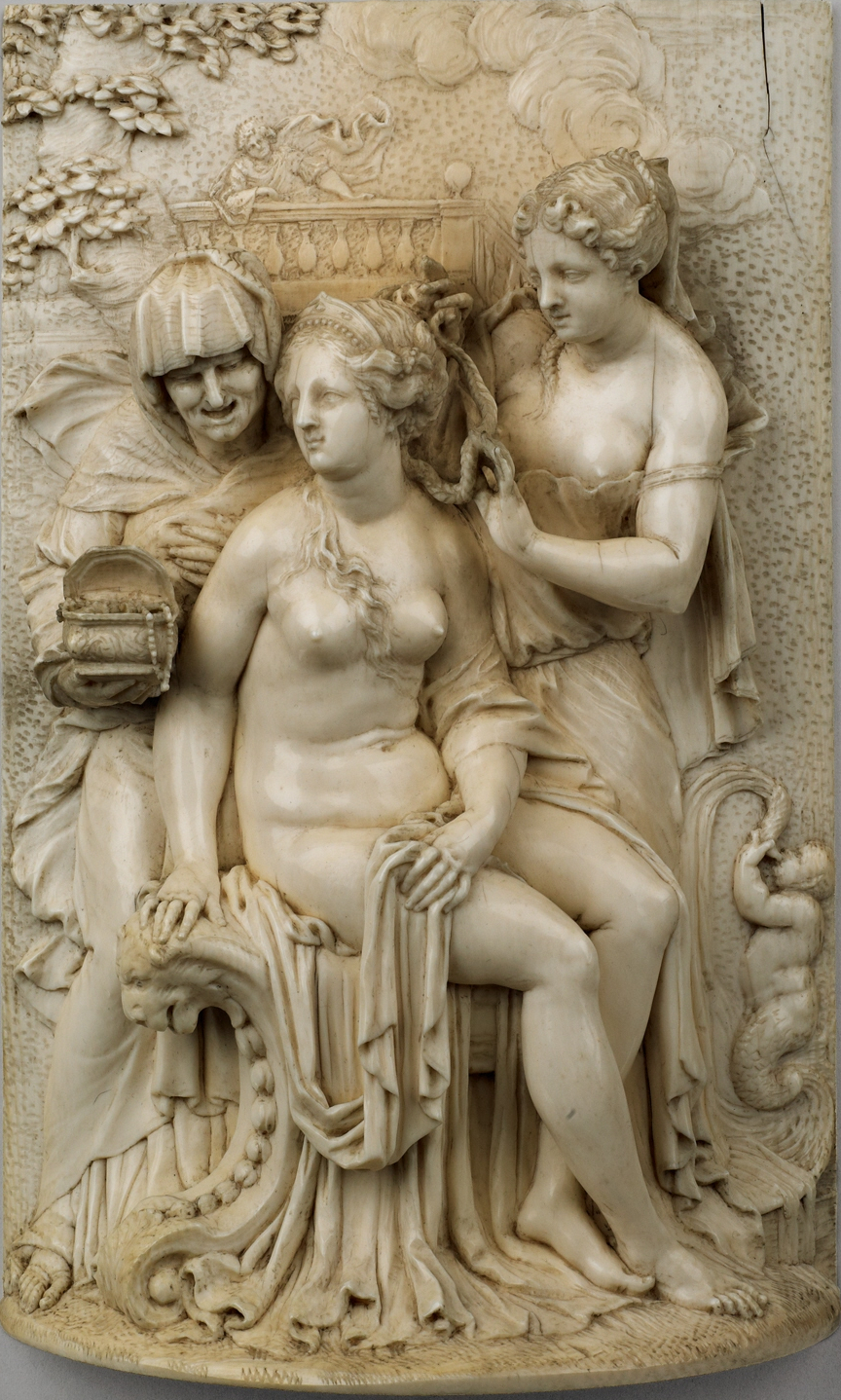
Het toilet van Batseba; in de achtergrond David op het balkon ca. 1680-1692 (250 x 162 mm)
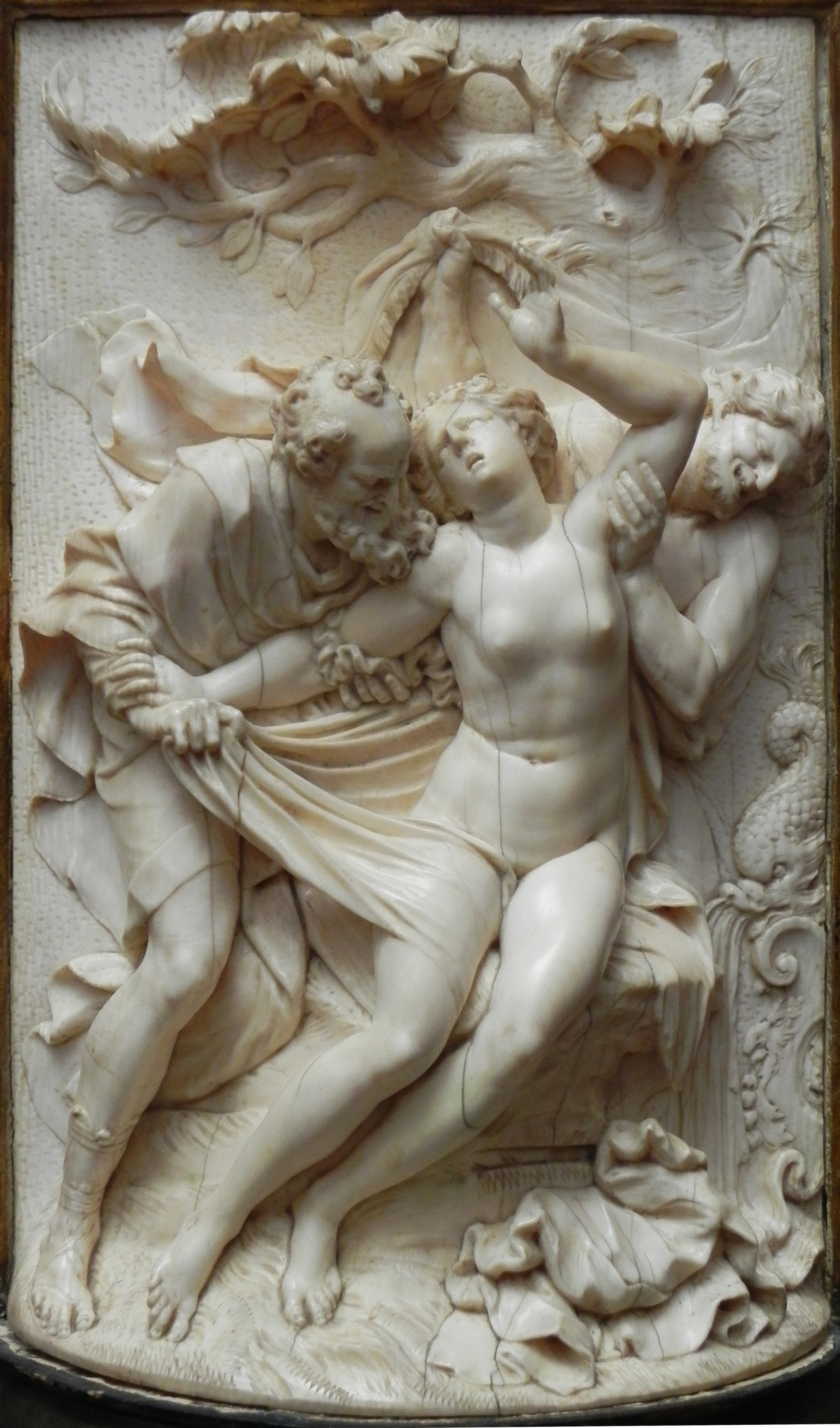
Susanna en de ouderlingen ca. 1680-1692 (260 x 160 mm)
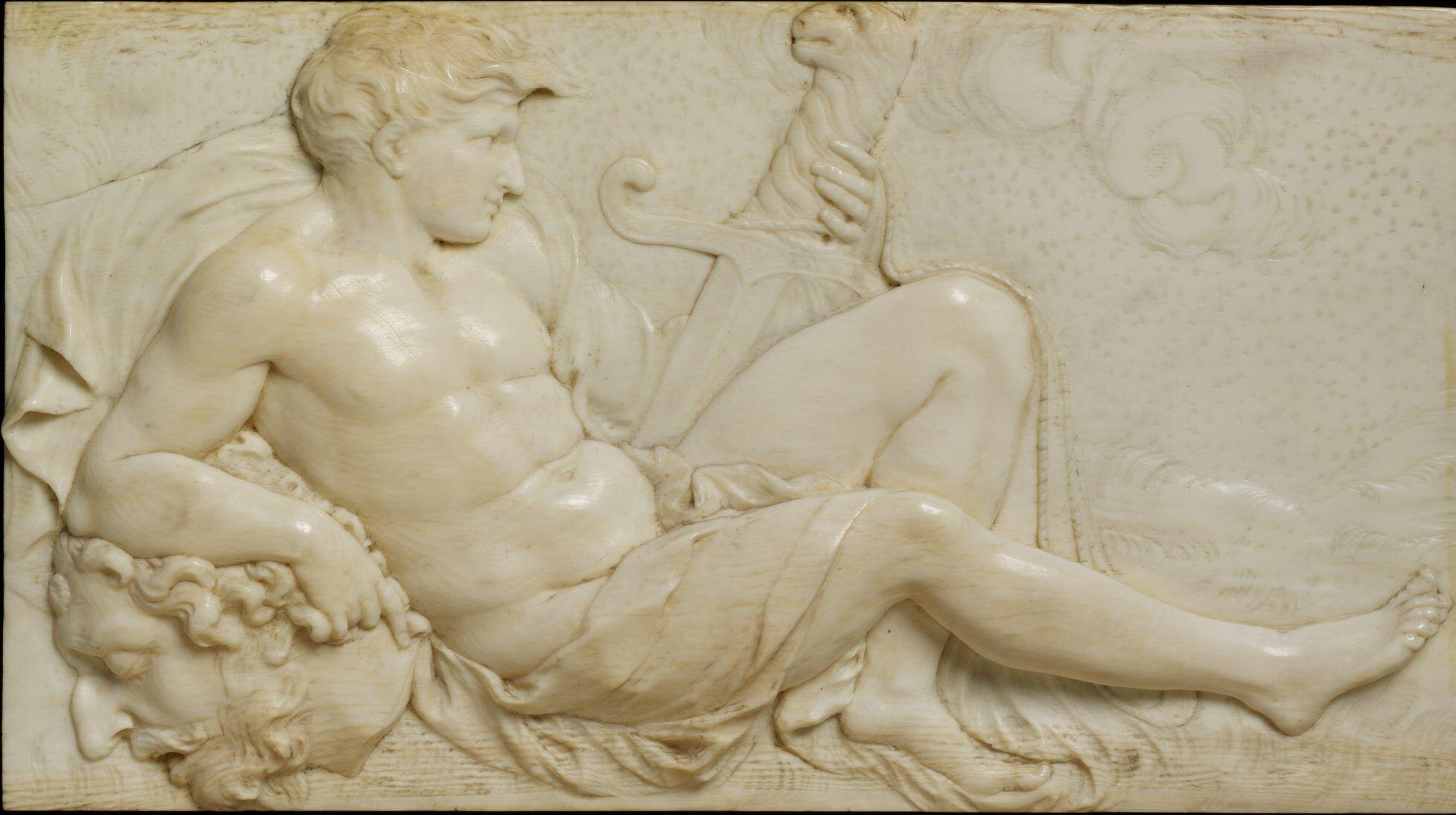
David met het hoofd van Goliath ca. 1680-1692 (103 x 187 mm}
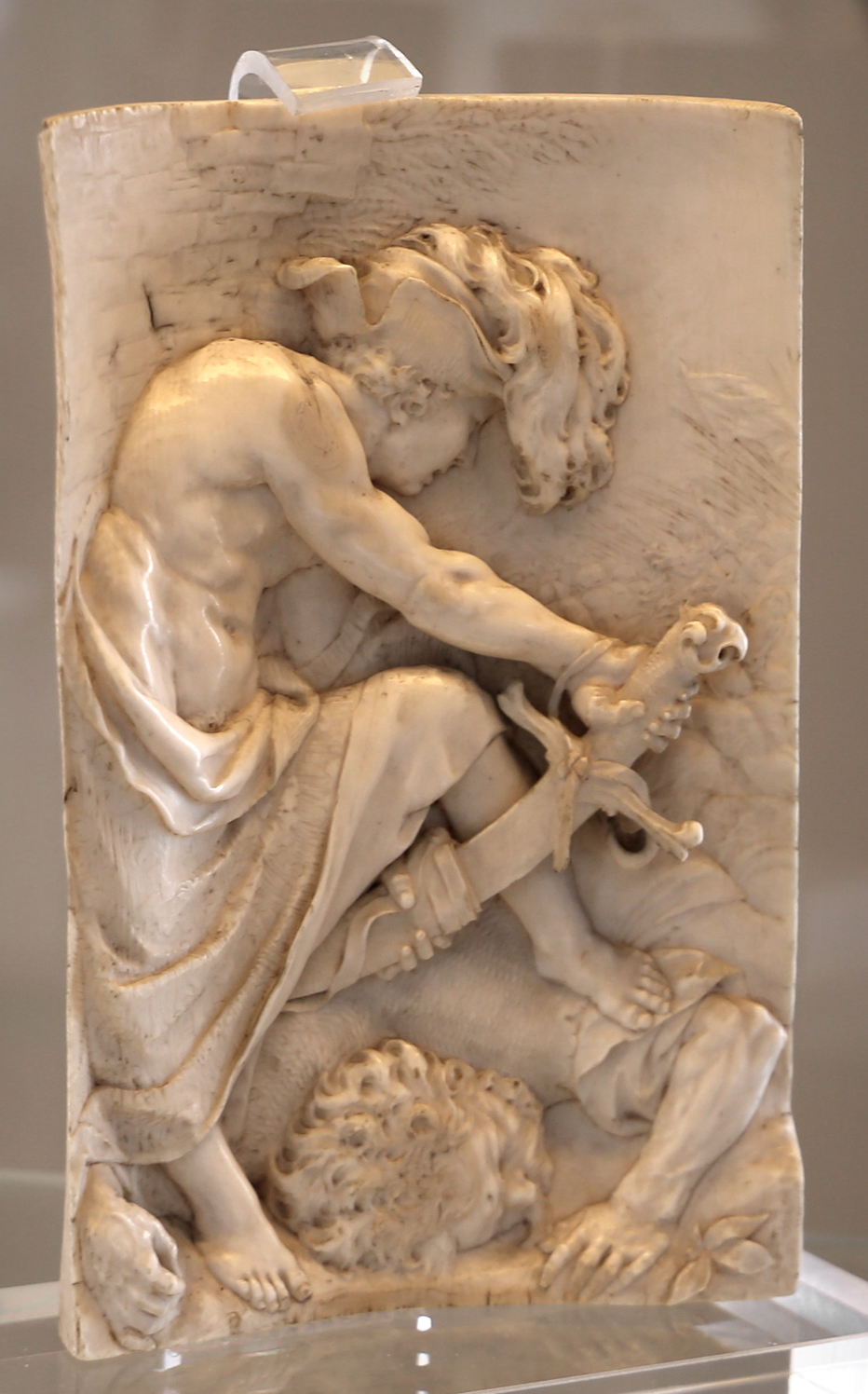
David die Goliath onthoofdt 1655-1680 (160 x 105 mm)
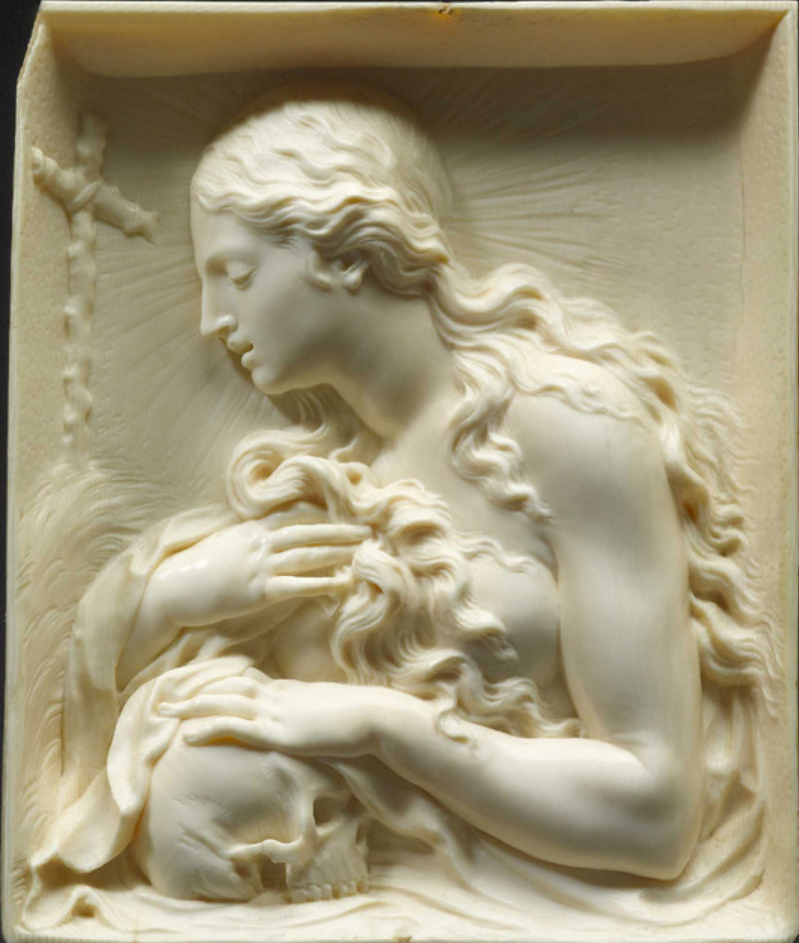
Heilige Maria Magdalena ca. 1680-1692 (145 x 123 mm)
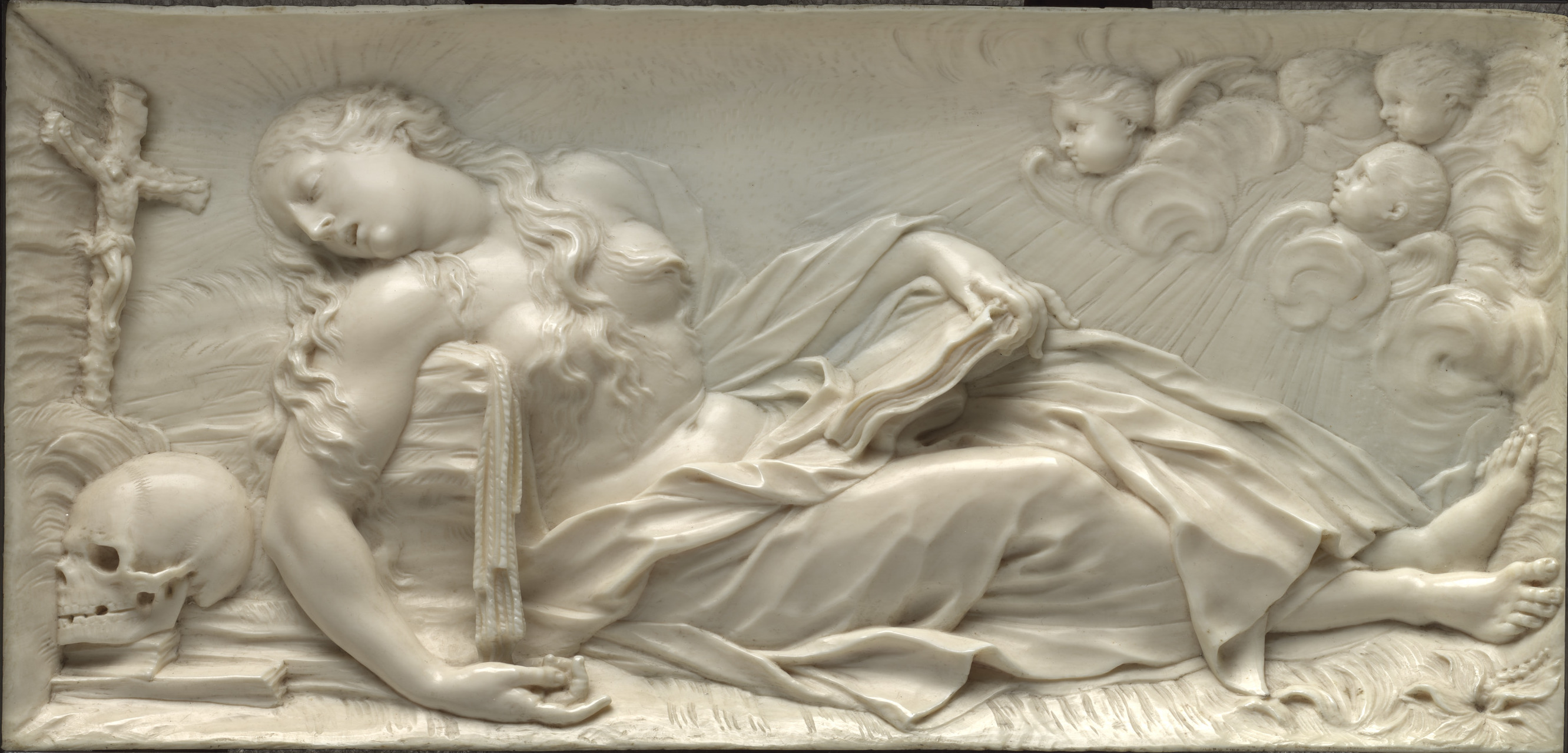
Heilige Maria Magdalena ca. 1655-1692 (125 x 260 mm)
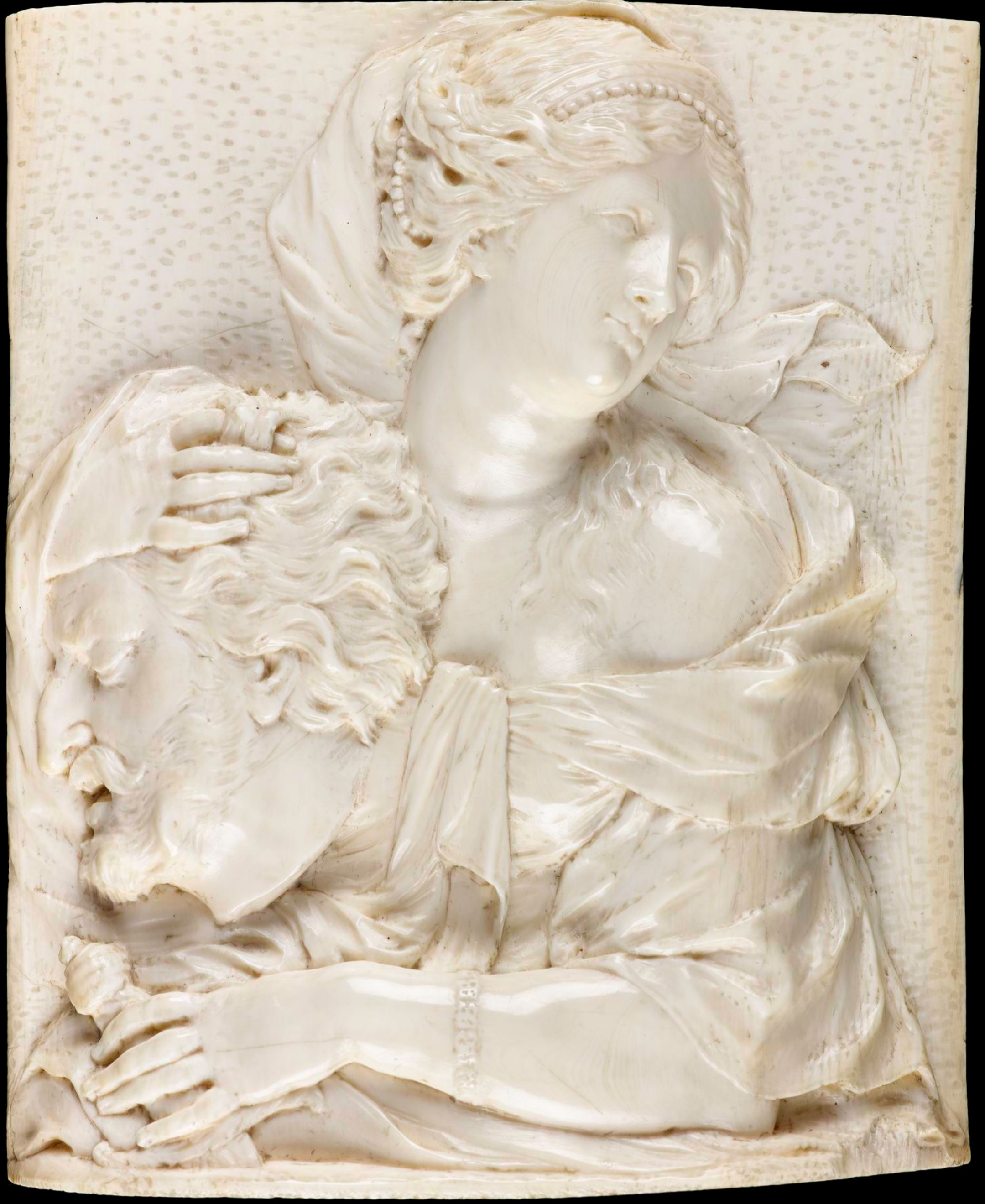
Judith met het hoofd van Holofernes (Judith 8-16) 1655-1692 (120 x 110 mm)
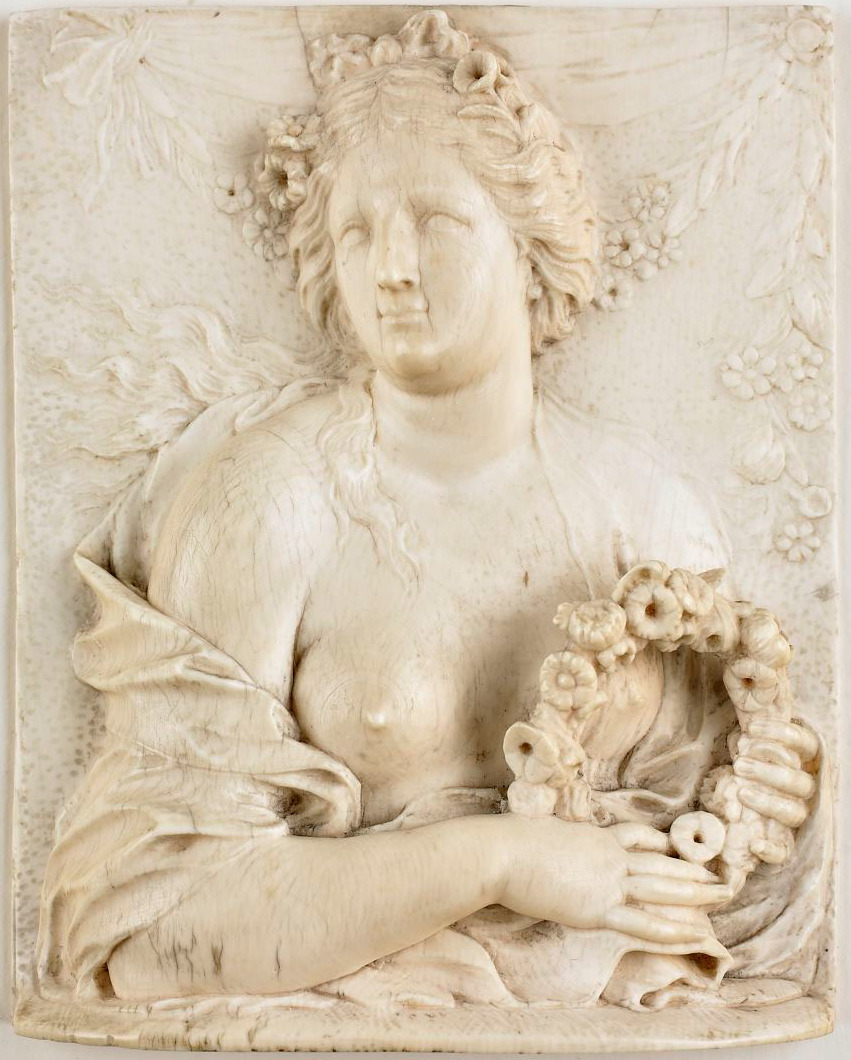
Flora 1655-1692 (125 x 100 mm)
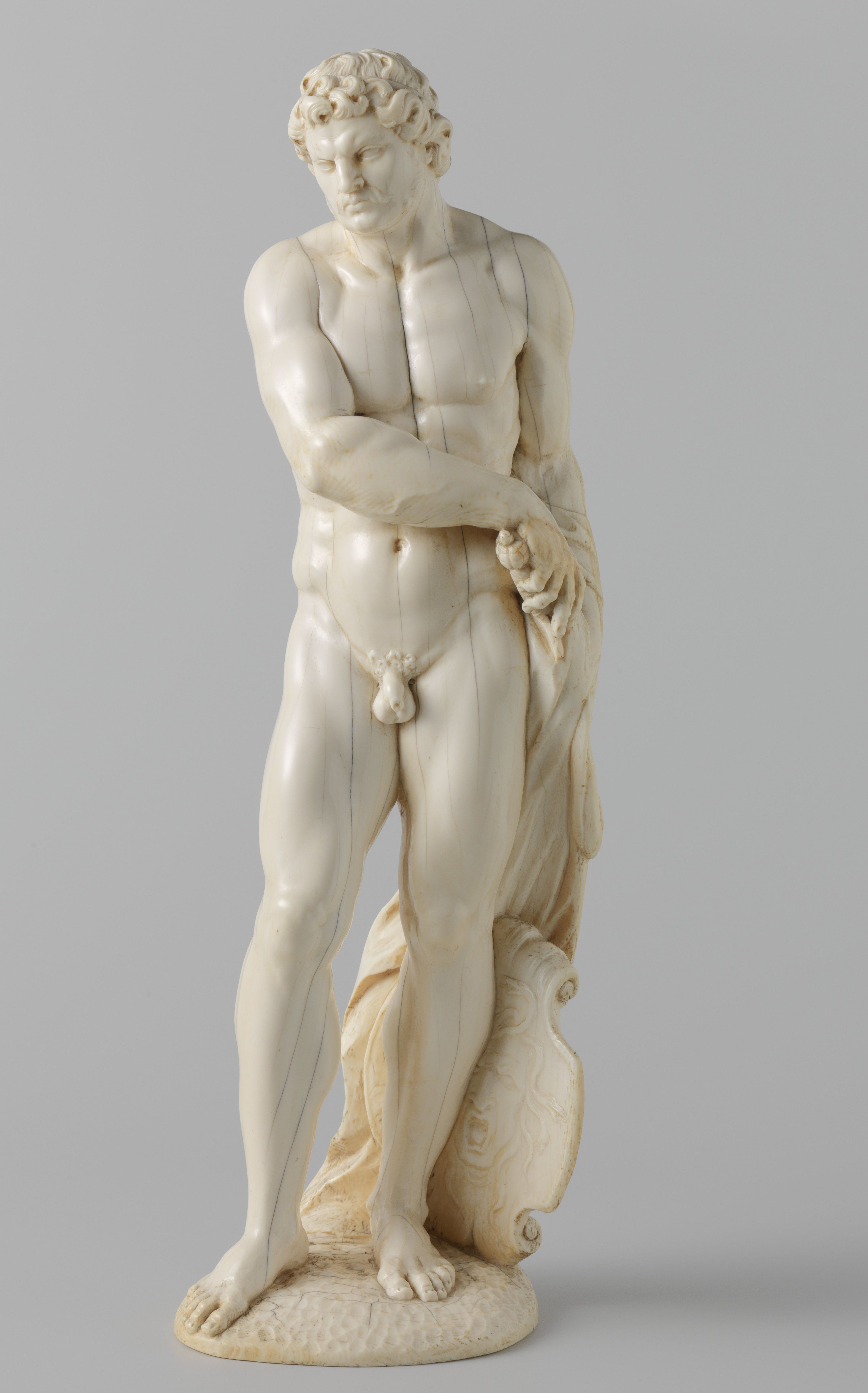
Mars ca. 1680-1692 (h. 440 mm)
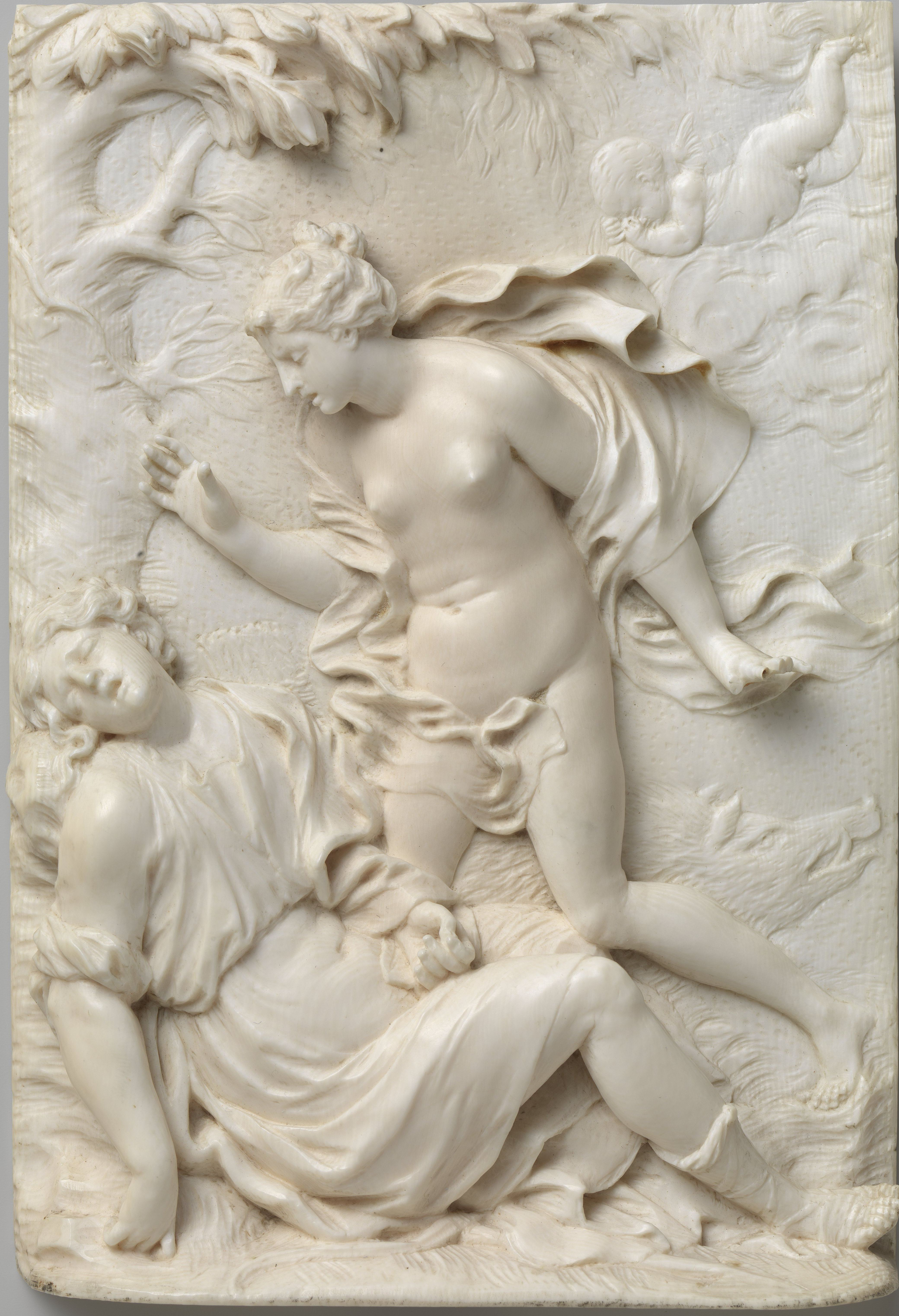
Venus en de stervende Adonis ca. 1680-1692 (181 x 125 mm)
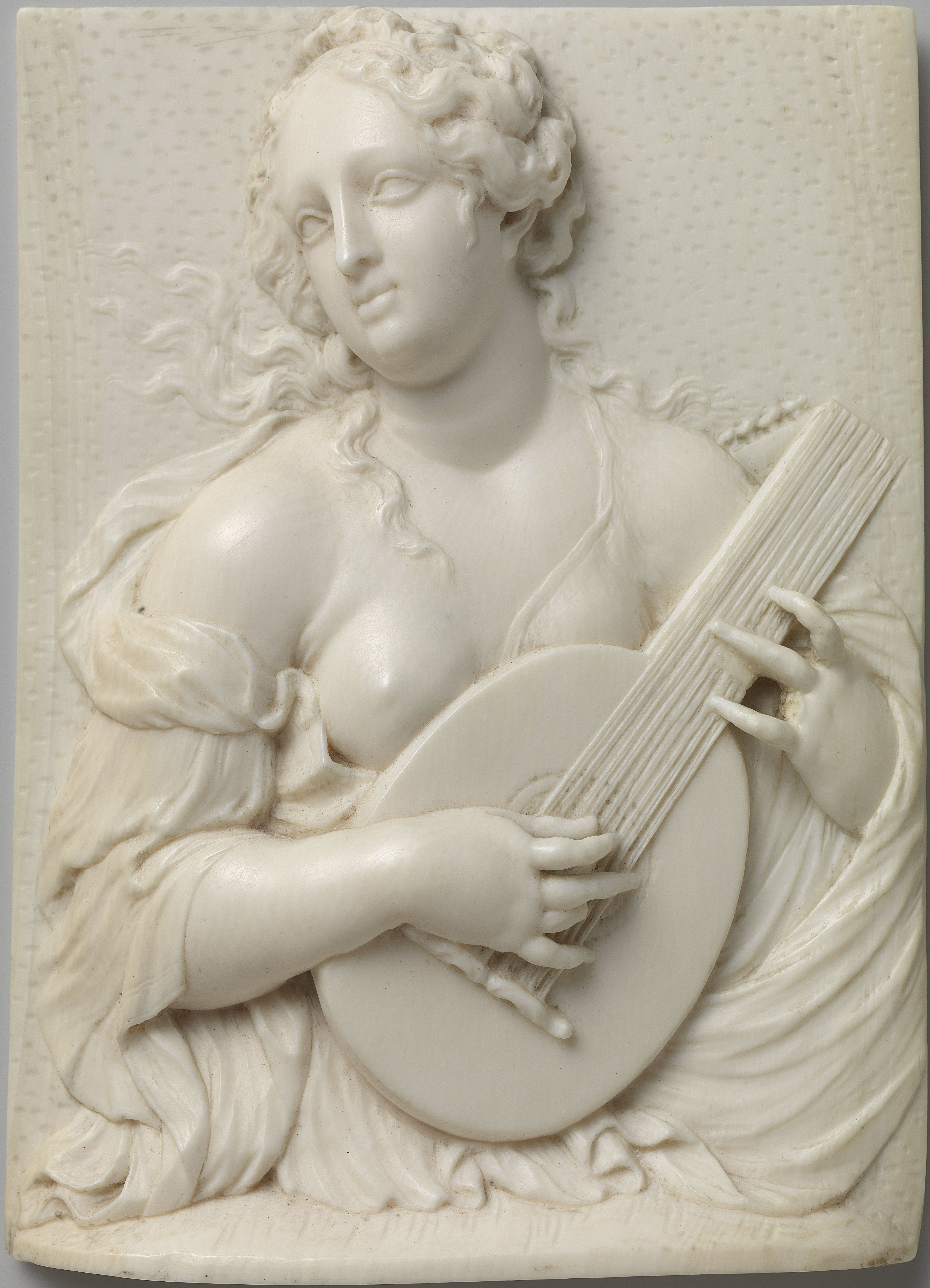
Luitspelende vrouw: allegorie op de muziek ca. 1680-1692 (129 x 94 mm)
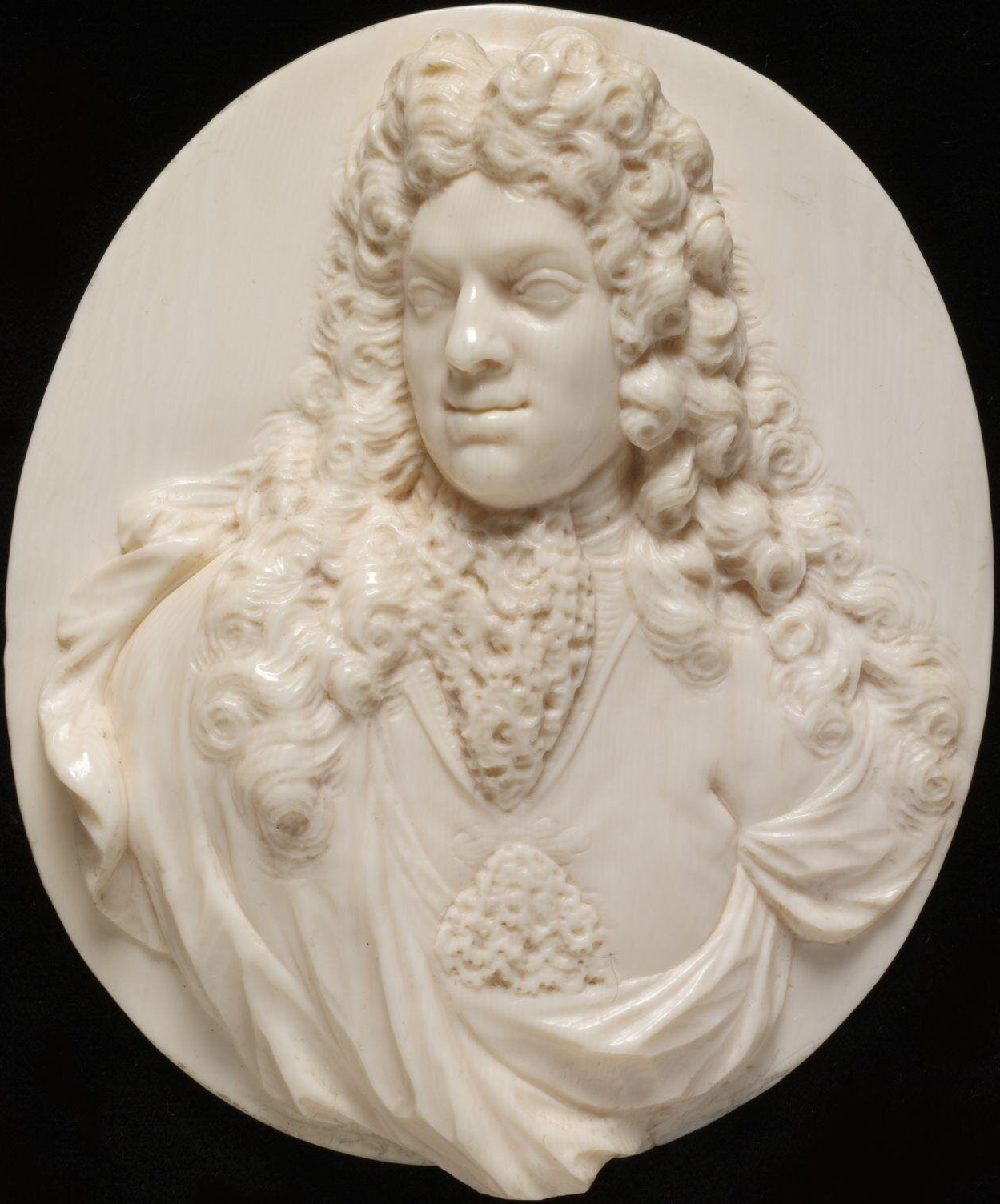
Burgemeester Nicolaes Witsen ca. 1680-1692 (95 x 82 mm)

## Catalogus
- Pool, Mattys (1727) Beeld-snyders Kunst-kabinet, Door den Vermaarden Beeldsnyder Francis van Bossuit, in Yvoor Gesneeden en Geboetseert, in 't Koper gebragt, naar de Teekeningen van Barent Graat door Mattys Pool. Amsterdam, M. Pool

- Bibliothèque nationale de France: cb149665083 (data)
- Biografisch Portaal: 87326264
- Digitale Bibliotheek voor de Nederlandse Letteren: boss055
- Gemeinsame Normdatei: 10243901X
- International Standard Name Identifier: 0000 0000 6629 0339
- Library of Congress Control Number: nr2005030298
- National Gallery of Victoria: 27384
- Nederlandse Thesaurus van Auteursnamen: 072888296
- RKD-Nederlands Instituut voor Kunstgeschiedenis: 127777
- Union List of Artist Names: 500082037
- Virtual International Authority File: 64396466
- WorldCat: E39PBJyxpMgccDjXXfJrkWf8YP